# 中国人 (乐队)

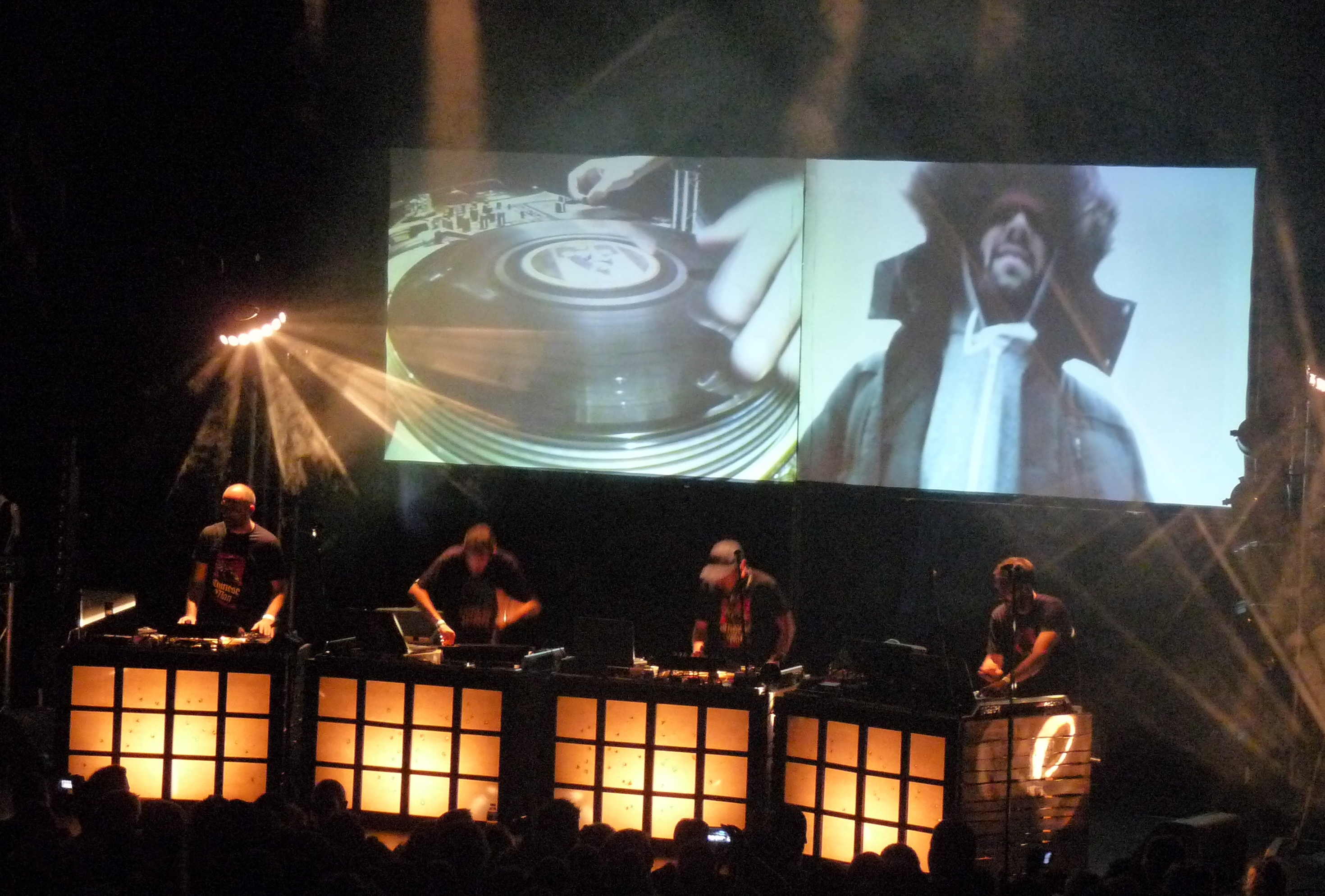
法国马赛演出

中国人（英語：Chinese Man）是一支来自法国普罗旺斯-阿尔卑斯-蔚蓝海岸大区艾克斯的痴哈乐队，成立于2004年。他们受到嘻哈、放克、dub、雷鬼和爵士乐的影响。
Chinese Man由DJ Marseille Zé Mateo、High Ku以及beatmaker SLY组成。Beatmaker Leo le Bug和Le Yan也围绕在该团体周围，并参与多首曲目的创作。团队在演出时经常加入的成员包括台湾 MC、Youthstar 以及 ASM（Green T & FP）。他们以视听内容闻名，这些内容由Fred&Annabelle和VYZ Team 制作。乐队的歌曲I've Got That Tune被梅赛德斯-奔驰选为其宣传活动的主题曲，并被第35届香港法国电影节选为主题曲。
Chinese Man Records是该乐队经营的唱片公司，总部位于马赛。